# Minimálně invazivní operace strabismu
Minimálně invazivní operace strabismu (MISS) je technika operace strabismu (šilhavosti), která při nápravě postižení používá menší řezy než klasický chirurgický postup, a tak  minimalizuje narušení tkání. Techniku v podstatě zavedl švýcarský oftalmolog Daniel Mojon kolem roku 2007 poté, co belgický oftalmolog Marc Gobin popsal tento nápad v učebnici publikované ve francouzštině v roce 1994.

## Indikace
MISS je technika, kterou lze použít pro všechny hlavní typy operace strabismu, jako jsou retropozice, resekce, plikace, opakované operace a transpozice přímého svalu, retropozice a plikace šikmého svalu a použití nastavitelných stehů, a to i v případě omezené pohyblivosti. Menší velikost otvorů a méně traumatický zákrok obecně souvisejí s rychlejší pooperační rehabilitací a menším otokem a pocity nepohodlí u pacienta po zákroku. Předpokládá se, že zákrok lze provádět ambulantně u mnoha pacientů (hlavně dospělých), které by jinak bylo třeba hospitalizovat. Studie publikovaná v roce 2017 doložila nižší počet komplikací v podobě otoku očního víčka a spojivky bezprostředně po operaci u MISS než u konvenční operace strabismu, přičemž dlouhodobé výsledky byly podobné u obou skupin. Další výhodou je, že technika MISS může snížit riziko ischemie předního segmentu oka u některých pacientů, zejména u pacientů s Gravesovou oftalmopatií.

## Princip
Při zákroku MISS by měl chirurg používat raději chirurgický mikroskop než zvětšovací brýle. Místo jednoho velkého otvoru spojivky, který se používá u konvenční operace strabismu, se provede několik malých zářezů v místech, kde bude třeba provést hlavní chirurgické kroky – obvykle šití. Umístění otvorů co možná nejdále od korneálního limbu, minimalizuje nepohodlí po operaci. Mezi dvěma z těchto řezů, nazývaných klíčové dírky, chirurg vytvoří „tunel“, kterým zavede nástroj pro operaci okohybných svalů. Na konci operace se klíčové dírky uzavřou vstřebatelnými stehy. Tyto miniaturní řezy po operaci zakrývá oční víčko. Malé řezy při technice MISS značně snižují četnost a závažnost komplikací rohovky, jako je například syndrom suchého oka nebo vývoj rohovkového dellenu, a umožní dříve zahájit nošení kontaktních čoček. Dlouhodobými přínosy je absence zvýšeného zrudnutí viditelné části spojivky a menší zjizvení perimuskulární tkáně, což usnadní opakované operace, pokud by byly nutné.

## Klinické výsledky
Výsledky MISS ohledně postavení očí po operaci jsou podle obsáhlých popisů v dosud omezeném množství publikací o této technice zhruba stejné jako u klasických operací strabismu. To bylo doloženo například porovnáním 40 dětí; u skupiny, která absolvovala minimálně invazivní zákrok, se však vyskytly menší otoky spojivky a očních víček po operaci. Nižší četnost výskytu komplikací a rychlejší rekonvalescence byly obecně potvrzeny jako hlavní výhoda MISS. Účinnost této techniky se prokázala u operací přímých svalů a také u operací šikmých svalů. Skupina lékařů z Indie publikovala případ úspěšného provedení MISS u pacientů s Gravesovou orbitopatií.

## Nevýhody a případné komplikace
MISS trvá déle než konvenční operace. Operace svalů tunelem je pro chirurga náročnější. U starších pacientů může dojít k natržení řezů klíčových dírek. Pokud přitom dojde k natržení Tenonova pouzdra, může vzniknout viditelná jizva. Při nadměrném krvácení, které nelze zastavit, je nutno řezy zvětšit kvůli kauterizaci cévy. Obvykle se lze vyhnout konverzi na otevření limbu, jaké se provádí u klasické operace strabismu. Objevilo se několik zpráv o komplikacích, které jsou specifické pro techniku MISS.